# Боура
Боура (рум. Boura) — село у повіті Сучава в Румунії. Входить до складу комуни Форешть.
Село розташоване на відстані 331 км на північ від Бухареста, 32 км на південний схід від Сучави, 88 км на захід від Ясс.

## Населення
За даними перепису населення 2002 року у селі проживали 590 осіб.
Національний склад населення села:
| Національність   | Кількість осіб | Відсоток |
| ---------------- | -------------- | -------- |
| румуни           | 419            | 71,0%    |
| росіяни-липовани | 118            | 20,0%    |
| цигани           | 53             | 9,0%     |

Рідною мовою назвали:
| Мова      | Кількість осіб | Відсоток |
| --------- | -------------- | -------- |
| румунська | 419            | 71,0%    |
| російська | 118            | 20,0%    |
| циганська | 53             | 9,0%     |